# Alex Oxlade-Chamberlain
Alexander Oxlade-Chamberlain, né le 15 août 1993 à Portsmouth (Angleterre), est un footballeur international anglais qui évolue au poste de milieu de terrain au Beşiktaş JK.
Joueur au profil technique et rapide, Alex Oxlade-Chamberlain peut jouer à de multiples postes du milieu de terrain, d'ailier à milieu offensif, voire relayeur où sa vision du jeu ainsi que sa lourde frappe de balle lui permettent de se montrer précieux offensivement. Sa carrière est cependant marquée par plusieurs blessures l'empêchant d'être régulièrement titulaire.

## Biographie

### Carrière en club

#### Southampton
Alex Oxlade-Chamberlain possède des origines jamaïcaines du côté de son père, l'ancien footballeur Mark Chamberlain. Formé à Southampton, il fait ses débuts en professionnel le 2 mars 2010 à l'âge de 16 ans et 199 jours, devenant le second plus jeune joueur de l'histoire à porter le maillot du club, derrière Theo Walcott. En 2010-2011, il prend part à 34 matchs et inscrit 9 buts en championnat de League One (D3). À l'issue de la saison, le club est promu en D2 anglaise et Oxlade-Chamberlain est nommé dans l'équipe-type de League One.

#### Arsenal FC

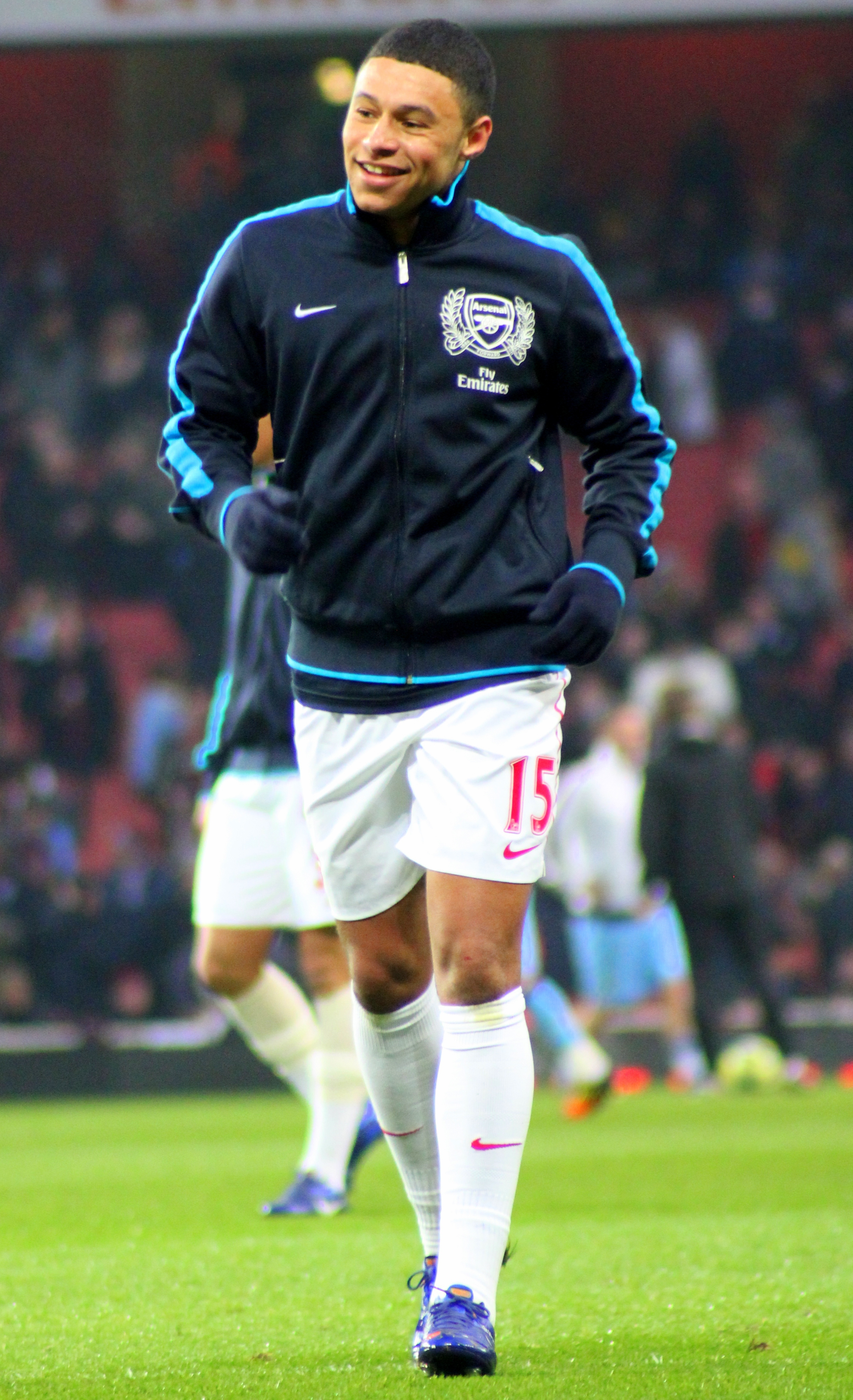
Alex Oxlade-Chamberlain sous les couleurs d'Arsenal FC lors d'un échauffement.

Le 8 août 2011, Alex Oxlade-Chamberlain signe un contrat de quatre ans en faveur d'Arsenal, le montant officiel du transfert n'étant pas révélé. Les médias britanniques évoquent toutefois un transfert de l'ordre de 12 millions de £. Le 28 août 2011, il prend part à son premier match officiel sous le maillot des Gunners en entrant sur le terrain à l'heure de jeu en lieu et place de Francis Coquelin lors de la troisième journée de Premier League opposant Arsenal à Manchester United (défaite 8-2).
Le 20 septembre 2011, il marque son premier but pour les Gunners lors du match comptant pour le troisième tour de Coupe de la Ligue anglaise face à Shrewsbury Town (victoire 3-1). Huit jours plus tard, il participe à sa première rencontre de Ligue des champions durant la deuxième journée des matches de poule face à l'Olympiakos. Il s'illustre en marquant un but en début de rencontre (victoire 2-1).
Le 4 février suivant, il inscrit ses deux premiers buts en Premier League à l'occasion de la rencontre comptant pour la 24e journée face à Blackburn (7-1).
Ses bonnes performances lors de sa première saison en Premier League lui valent d'être nommé pour le titre de meilleur jeune joueur finalement remporté par Kyle Walker.

#### Liverpool FC
Le 31 août 2017, Oxlade-Chamberlain s'engage pour cinq saisons avec le Liverpool FC,. Le 17 octobre 2017, Oxlade-Chamberlain inscrit son premier but sous le maillot des Reds face à Maribor en Ligue des champions (0-7).
Buteur à cinq reprises et auteur de huit passes décisives en quarante-deux matchs toutes compétitions confondues lors de sa première saison sous le maillot de Liverpool, Oxlade-Chamberlain se blesse au genou lors de la demi-finale aller de la Ligue des champions face à l'AS Roma le 24 avril 2018. Le lendemain, le club anglais annonce que le ligament du genou du milieu de terrain est touché et que sa saison est terminée. Opéré début mai 2018, Oxlade-Chamberlain devrait manquer la majorité de la saison 2018-2019, comme le révèle Jürgen Klopp le 18 juillet 2018.
Le 26 avril 2019, soit un an et deux jours après sa blessure au genou, Oxlade-Chamberlain fait son retour sur les terrains à l'occasion de la réception de Huddersfield Town en Premier League (victoire 5-0). Le 17 mai 2023, le club anglais annonce qu'il ne prolongera pas le contrat d'Alex Oxlade-Chamberlain qui sera donc libre en juin 2023.

#### Beşiktaş JK
Le 14 août 2023, Alex Oxlade-Chamberlain s'engage en faveur du Beşiktaş JK en paraphant un contrat de trois ans jusqu'en 2026,.

### En sélection
Déjà convoqué en équipe d'Angleterre des moins de 18 ans puis des moins de 19 ans, Alex Oxlade-Chamberlain honore sa première sélection en espoirs le 8 février 2011 face à l'Italie. Le 6 octobre de la même année, lors de sa quatrième sélection en espoirs, il marque un triplé contre l'Islande.
Le 16 mai 2012, il est appelé pour la première fois chez les A en faisant partie des vingt-trois joueurs convoqués par le sélectionneur anglais Roy Hodgson pour disputer l'Euro 2012. Dix jours plus tard, il honore sa première sélection en entrant en fin de match à la place de Gareth Barry à l'occasion d'un match amical remporté face à la Norvège (0-1). Le 12 octobre 2012, il inscrit son premier but en sélection lors de la rencontre comptant pour les éliminatoires de la Coupe du monde 2014 face à Saint-Marin (5-0).
Touché à un genou juste avant la Coupe du monde 2014, il est tout de même conservé par Roy Hodgson dans la liste finale des joueurs participant au Mondial. Oxlade-Chamberlain est cependant le seul joueur de champ à ne pas jouer une seule minute lors des trois matchs du premier tour de la compétition. L'Angleterre termine dernière de son groupe et est éliminée dès la phase de poules.
Non sélectionné entre octobre 2015 et mars 2017, Oxlade-Chamberlain ne participe pas à l'Euro 2016. Titulaire régulier au cours de l'année 2017, le milieu anglais doit déclarer forfait pour la Coupe du monde 2018 à la suite d'une blessure au genou.

## Vie privée
Depuis le 6 novembre 2016, il est le compagnon de la chanteuse britannique Perrie Edwards, membre des Little Mix. Le couple a un fils, prénommé Axel Xander Oxlade-Chamberlain, né le 21 août 2021. Le couple se fiance le 17 juin 2022.

## Statistiques
| Saison                | Club                  | Championnat           | Championnat | Championnat | Championnat | Coupe nationale | Coupe nationale | Coupe nationale | Coupe de la Ligue | Coupe de la Ligue | Coupe de la Ligue | Supercoupe | Supercoupe | Supercoupe | Compétition(s) continentale(s) | Compétition(s) continentale(s) | Compétition(s) continentale(s) | Compétition(s) continentale(s) | Supercoupe UEFA | Supercoupe UEFA | Supercoupe UEFA | Coupe du monde des clubs | Coupe du monde des clubs | Coupe du monde des clubs | Total | Total | Total |
| Saison                | Club                  | Division              | M.          | B.          | P.d.        | M.              | B.              | P.d.            | M.                | B.                | P.d.              | M.         | B.         | P.d.       | Comp.                          | M.                             | B.                             | P.d.                           | M.              | B.              | P.d.            | M.                       | B.                       | P.d.                     | M.    | B.    | P.d.  |
| 2009-2010             | Southampton FC        | League One            | 2           | 0           | 0           | -               | -               | -               | -                 | -                 | -                 | -          | -          | -          | -                              | -                              | -                              | -                              | -               | -               | -               | -                        | -                        | -                        | 2     | 0     | 0     |
| 2010-2011             | Southampton FC        | League One            | 34          | 9           | 8           | 5               | 0               | 0               | 2                 | 1                 | 0                 | -          | -          | -          | -                              | -                              | -                              | -                              | -               | -               | -               | -                        | -                        | -                        | 41    | 10    | 8     |
| Sous-total            | Sous-total            | Sous-total            | 36          | 9           | 8           | 5               | 0               | 0               | 2                 | 1                 | 0                 | -          | -          | -          | -                              | -                              | -                              | -                              | -               | -               | -               | -                        | -                        | -                        | 43    | 10    | 8     |
| 2011-2012             | Arsenal FC            | Premier League        | 16          | 2           | 1           | 3               | 0               | 0               | 3                 | 1                 | 0                 | -          | -          | -          | C1                             | 4                              | 1                              | 1                              | -               | -               | -               | -                        | -                        | -                        | 26    | 4     | 2     |
| 2012-2013             | Arsenal FC            | Premier League        | 25          | 1           | 3           | 2               | 0               | 0               | 2                 | 1                 | 0                 | -          | -          | -          | C1                             | 4                              | 0                              | 0                              | -               | -               | -               | -                        | -                        | -                        | 33    | 2     | 3     |
| 2013-2014             | Arsenal FC            | Premier League        | 14          | 2           | 2           | 4               | 1               | 3               | 0                 | 0                 | 0                 | -          | -          | -          | C1                             | 2                              | 0                              | 0                              | -               | -               | -               | -                        | -                        | -                        | 20    | 3     | 5     |
| 2014-2015             | Arsenal FC            | Premier League        | 23          | 1           | 1           | 3               | 0               | 2               | 1                 | 0                 | 0                 | 1          | 0          | 0          | C1                             | 9                              | 2                              | 2                              | -               | -               | -               | -                        | -                        | -                        | 37    | 3     | 5     |
| 2015-2016             | Arsenal FC            | Premier League        | 22          | 1           | 0           | 3               | 0               | 1               | 2                 | 0                 | 0                 | 1          | 1          | 0          | C1                             | 5                              | 0                              | 0                              | -               | -               | -               | -                        | -                        | -                        | 33    | 2     | 1     |
| 2016-2017             | Arsenal FC            | Premier League        | 29          | 2           | 7           | 6               | 0               | 2               | 3                 | 3                 | 1                 | -          | -          | -          | C1                             | 7                              | 1                              | 1                              | -               | -               | -               | -                        | -                        | -                        | 45    | 6     | 11    |
| 2017-2018             | Arsenal FC            | Premier League        | 3           | 0           | 0           | -               | -               | -               | -                 | -                 | -                 | 1          | 0          | 0          | -                              | -                              | -                              | -                              | -               | -               | -               | -                        | -                        | -                        | 4     | 0     | 0     |
| Sous-total            | Sous-total            | Sous-total            | 132         | 9           | 14          | 21              | 1               | 8               | 11                | 5                 | 1                 | 3          | 1          | 0          | -                              | 31                             | 4                              | 4                              | -               | -               | -               | -                        | -                        | -                        | 198   | 20    | 27    |
| 2017-2018             | Liverpool FC          | Premier League        | 32          | 3           | 7           | 2               | 0               | 1               | 1                 | 0                 | 0                 | -          | -          | -          | C1                             | 7                              | 2                              | 0                              | -               | -               | -               | -                        | -                        | -                        | 42    | 5     | 8     |
| 2018-2019             | Liverpool FC          | Premier League        | 2           | 0           | 0           | -               | -               | -               | -                 | -                 | -                 | -          | -          | -          | -                              | -                              | -                              | -                              | -               | -               | -               | -                        | -                        | -                        | 2     | 0     | 0     |
| 2019-2020             | Liverpool FC          | Premier League        | 30          | 4           | 1           | 2               | 0               | 0               | 2                 | 1                 | 0                 | 1          | 0          | 0          | C1                             | 5                              | 3                              | 1                              | 1               | 0               | 0               | 2                        | 0                        | 0                        | 43    | 8     | 2     |
| 2020-2021             | Liverpool FC          | Premier League        | 13          | 1           | 1           | 1               | 0               | 0               | -                 | -                 | -                 | -          | -          | -          | C1                             | 3                              | 0                              | 0                              | -               | -               | -               | -                        | -                        | -                        | 17    | 1     | 1     |
| 2021-2022             | Liverpool FC          | Premier League        | 17          | 2           | 0           | 2               | 0               | 0               | 4                 | 1                 | 1                 | -          | -          | -          | C1                             | 6                              | 0                              | 1                              | -               | -               | -               | -                        | -                        | -                        | 29    | 3     | 2     |
| 2022-2023             | Liverpool FC          | Premier League        | 9           | 1           | 0           | 2               | 0               | 0               | 1                 | 0                 | 0                 | -          | -          | -          | C1                             | 1                              | 0                              | 0                              | -               | -               | -               | -                        | -                        | -                        | 13    | 1     | 0     |
| Sous-total            | Sous-total            | Sous-total            | 103         | 11          | 9           | 8               | 0               | 1               | 9                 | 2                 | 1                 | 1          | 0          | 0          | -                              | 22                             | 5                              | 2                              | 1               | 0               | 0               | 2                        | 0                        | 0                        | 146   | 18    | 13    |
| 2023-2024             | Besiktas              | Süper Lig             | 20          | 4           | 1           | 2               | 0               | 0               | -                 | -                 | -                 | -          | -          | -          | C3                             | 8                              | 0                              | 0                              | -               | -               | -               | -                        | -                        | -                        | 30    | 4     | 1     |
| 2024-2025             | Besiktas              | Süper Lig             | 18          | 1           | 0           | 2               | 0               | 0               | -                 | -                 | -                 | -          | -          | -          | C3                             | -                              | -                              | -                              | -               | -               | -               | -                        | -                        | -                        | 20    | 1     | 0     |
| Sous-total            | Sous-total            | Sous-total            | 38          | 5           | 1           | 4               | 0               | 0               | -                 | -                 | -                 | -          | -          | -          | -                              | 8                              | 0                              | 0                              | -               | -               | -               | -                        | -                        | -                        | 50    | 5     | 1     |
| Total sur la carrière | Total sur la carrière | Total sur la carrière | 309         | 34          | 30          | 38              | 1               | 9               | 22                | 8                 | 2                 | 4          | 1          | 0          | -                              | 61                             | 9                              | 5                              | 1               | 0               | 0               | 2                        | 0                        | 0                        | 437   | 53    | 46    |

## Palmarès

### En club
- Arsenal : 
  - Vainqueur de la Coupe d'Angleterre en 2014, 2015 et 2017.
  - Vainqueur du Community Shield en 2014, 2015 et 2017.
  - Vice-Champion de Premier League en 2016.

- Liverpool FC :
  - Champion de Premier League en 2020.
  - Vainqueur de la Ligue des champions en 2019.
  - Vainqueur de la Supercoupe de l'UEFA en 2019.
  - Vainqueur de la Coupe du monde des clubs en 2019.
  - Vainqueur de la Coupe d'Angleterre en 2022.
  - Vainqueur de la Coupe de la Ligue anglaise en 2022 .
  - Finaliste de la Ligue des champions en 2018 et 2022.
  - Vice-champion de Premier League en 2019 et 2022.

### Distinction personnelle
Il est nommé dans l'équipe-type de D3 anglaise en 2011.